# Synagogenbezirk Grevenbroich
Der Synagogenbezirk Grevenbroich mit Sitz in Grevenbroich, heute eine Stadt im Rhein-Kreis Neuss in Nordrhein-Westfalen, wurde nach dem Preußischen Judengesetz von 1847 geschaffen.
Zum 1858 eingerichteten Synagogenbezirk gehörten die Bürgermeistereien in Grevenbroich, Frimmersdorf-Neurath, Gustorf-Gindorf, Hemmerden-Kapellen, Hülchrath-Neukirchen und Wevelinghoven.